# Christine Dory
Christine Dory, née le 11 mai 1965 à Paray-le-Monial,  est une réalisatrice et scénariste française.

## Biographie
Christine Dory étudie la philosophie puis intègre le département « Réalisation » de La Femis en 1986. Son film de fin d'études, Cendrillon 90, est sélectionné, entre autres, aux festivals d'Angers, Munich et Montréal. 
Elle est surtout connue pour son travail de scénariste pour les réalisateurs français Éric Barbier, Mathieu Amalric, Emmanuel Salinger, et de nombreux autres.  Elle travaille aussi comme réalisatrice d'émissions scientifiques pour la télévision. Son premier moyen-métrage, Blonde et Brune, est cité pour le César du meilleur court-métrage. En 2008, elle réalise son premier long métrage, Les Inséparables.
Elle est membre du Collectif 50/50 qui a pour but de promouvoir l’égalité des femmes et des hommes et la diversité sexuelle et de genre dans le cinéma et l’audiovisuel,.

## Filmographie

### Réalisatrice
- 1991 : Cendrillon 90, avec Nathalie Richard
- 1999 : Bruno n'a pas d'agent
- 2004 : Blonde et Brune, avec Christèle Tual et Aude Briant
- 2008 : Les Inséparables, avec Guillaume Depardieu et Marie Vialle, Pierre Grise Production
- 2023 : La Fille d'Albino Rodrigue, avec Galatéa Bellugi, Émilie Dequenne, Romane Bohringer, Samir Guesmi et Matthieu Lucci

### Scénariste
- 2003 : La Chose publique de Mathieu Amalric
- 2004 : Blonde et Brune
- 2007 : Max et Co
- 2008 : Les Inséparables
- 2009 : La Grande Vie d'Emmanuel Salinger
- 2019 : Vif-Argent de Stéphane Batut
- 2022 : Le bonheur est pour demain  de Brigitte Sy